# A Christmas Story 2
Série A Christmas Story
Christmas Story
(1983) Une histoire de Noël à Noël
(2022)
Série The Parker Family Saga
The Great American Fourth of July and Other Disasters
(1982) Une histoire de Noël à Noël
(2022)
Pour plus de détails, voir Fiche technique et Distribution.
A Christmas Story 2 (Une histoire de Noël 2 au Québec) est un film de Noël américain réalisé par Brian Levant, sorti en 2012. C'est la suite de Christmas Story, sorti en 1983.

## Synopsis
Le film se déroule en 1946. Ralphie a maintenant quinze ans. Tout ce qu'il veut, c'est un convertible Mercury Eight de 1939 d'occasion pour Noël. Il essaie de tester la voiture quand il la voit sur une rampe d’affichage, mais il la fait accidentellement rouler en arrière du terrain de voitures usagées et tapoter doucement un lampadaire, ce qui a provoqué le détachement d’un renne en plastique sur le poteau et sa chute. toit décapotable. Ralphie, avec Flick et Schwartz, réunissent des fonds suffisants pour rembourser le concessionnaire pour sa réparation avant Noël afin que le concessionnaire automobile ne fasse pas arrêter Ralph et ne le jette vraisemblablement pas en prison. Lui et ses amis obtiennent un emploi et après avoir traversé plusieurs départements au Higbee'smagasin et à la fin entrer dans une bagarre avec le magasin Santa et puis ils se font tous virer. Ralphie a effectivement retrouvé son travail après quelques supplications et plaidoyers, mais la veille de Noël, il découvre qu'il lui manque encore 1 dollar. C'est pourquoi Flick et lui volent Schwartz de son "porte-bonheur". En route pour le concessionnaire, Ralphie décide de faire un don pour une famille moins fortunée. Il finit toujours par se débrouiller avec le propriétaire du concessionnaire. En fin de compte, il obtient la voiture qu'il veut pour Noël et la petite amie avec laquelle il veut aller.